# نویسیدل آندر سایا
نویسیدل آندر سایا (به آلمانی: Neusiedl an der Zaya) یک منطقهٔ مسکونی در اتریش است که در ناحیه گنزرندورف واقع شده‌است. نویسیدل آندر سایا ۱٬۲۶۳ نفر جمعیت دارد.